# バロネス・オルツィ

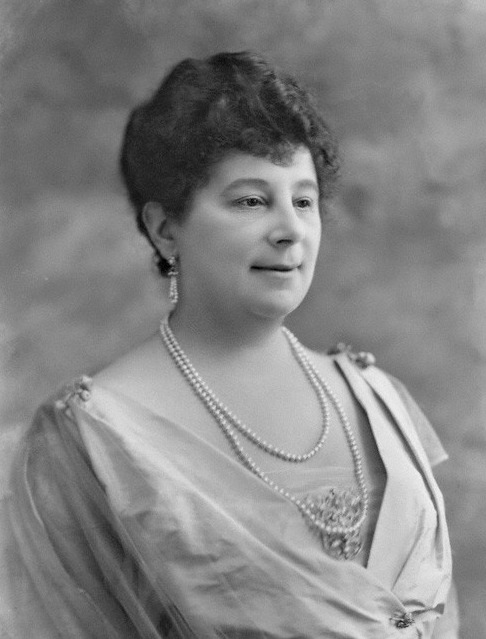
バロネス・オルツィ

バロネス・オルツィ（Baroness Orczy、1865年9月23日 - 1947年11月12日）、本名エマースカ・マグダレナ・ロザリア・マリア・ホセファ・バルバラ・オルツィ・バーストウ（Emmuska Magdalena Rosalia Maria Josefa Barbara Orczy Barstow）は、ハンガリー出身のイギリスで活躍した小説家。バロネスは男爵（バロン）の女性形。Orczyの英語読みでオークシイと表記されることもある。
歴史ロマンス作品『紅はこべ』シリーズで人気を博し、安楽椅子探偵の先駆けと言われる『隅の老人』シリーズでも知られる。

## 生涯
1865年、ハンガリーのタルナエルシュの由緒ある男爵家に生まれる。家柄はハンガリー王アールパードの時代に遡ると言われ、父の作曲家兼指揮者のフェリックス・オルツィ男爵、母のウォス伯爵家出身のエンマ・オルツィの間の一人っ子、子供時代は父に親交のあった、ワーグナー、リスト、グノー、マスネといった音楽家達に接して育った。2歳のとき、小作人の反乱が起こり、一家はブダペストに移った。後にブリュッセルやパリで教育を受けたあと、1881年にロンドンのヘザリー美術学校に入学した。ここでイングランド国教会の牧師の子モンタギュー・バーストウと知り合い、1894年に結婚した。
1899年に2人の間に息子も生まれたが、経済的には厳しい状況で、夫とともに『The Enchanted Cat』など挿絵入りの子供向けの本を翻訳する。王立芸術院展に絵が掲げられるなど、挿絵画家として認められるようになる。自身も翻訳の内職などをして過ごしていた。1890年代末から歴史ロマン作品『皇帝の金燭台』（The Emperor's Candlesticks）を執筆したが売れ行きはさっぱりで、短編小説を大衆雑誌に発表するようになる。当時のシャーロック・ホームズの爆発的な人気に触発され、1901年に『ロイヤル・マガジン』誌に奇妙な老探偵「隅の老人」 (The Old Man In the Corner) が登場するミステリ短編を書き始めた。
歴史ロマン作品も諦めたわけではなく、1902年にフランス革命を題材に取った『紅はこべ』を完成させたが出版にはいたらず、1903年に夫との共作でこれを劇化しノッティンガムで公演、ついで1905年にロンドンのニュー・シアターで、フレッド・テリー、ジュリア・ニールスン主演による公演が大成功し、4年間のロングランとなった。これで多くの出版社が刊行を依頼に来て、1905年に小説の形で刊行された。この後も続編を書き続け、10作以上にものぼる『紅はこべ』シリーズでその名を不朽のものとした。
『紅はこべ』がヒットした後もミステリ短編は書き続け、隅の老人シリーズの他、ロンドン警視庁の女性警官レディ・モリーが活躍するシリーズ（『レディ・モリーの事件簿』）や、弁護士パトリック・マリガンの登場するシリーズなどを発表した。推理作家の親睦組織であるディテクションクラブにも何度か顔を見せていたという。
第二次世界大戦中はモンテカルロに移住したが、1943年に夫を病気で亡くし、別荘もイギリス空軍に爆撃されたためイギリスへ戻り、ヘンリー＝オン＝テムズに住み、1947年に死去した。
子のジョン・モンタギュー・オルツィ・パーストウはスイスで英語教師になったが、ジョン・グレイニー（『紅はこべ』の人物名のもじり）のペンネームで小説の執筆もしている。

## 評価
『紅はこべ』に代表される歴史ロマン小説を数多く執筆し、現在まで盛んに読み継がれている。過去に何度も映画化されている。
ミステリの分野では安楽椅子探偵のはしりとされる「隅の老人」を登場させ安楽椅子探偵の形が決定づけられたことが評価されている。また女性探偵を登場させた最初期の一人としても知られる。

## 作品

### 長編
- The Emperor's Candlesticks （1899年） （日本語訳：『皇帝の金燭台』松本泰訳（改造社『世界大衆文学全集』）抄訳、絶版）
- The Scarlet Pimpernel （1905年）  （日本語訳：『紅はこべ』西村孝次訳（創元推理文庫）、『紅はこべ』（東都書房『世界推理小説大系』絶版）「紅繁蔞」（世界大衆文学全集. 第23巻　松本泰訳　昭和4年）
- I Will Repay （1906年）  （日本語訳：『復讐』松本恵子訳（東都書房『世界推理小説大系』絶版）
- The Elusive Pimpernel （1908年）
- Eldorado （1913年）
- Lord Tony's Wife （1917年）  （日本語訳：『恐怖の巷』及び『紅ハコベ』植松正訳（金剛社『万国怪奇探偵叢書）絶版）
- The First Sir Percy （1920年）
- The Triumph of the Scarlet Pimperner （1922年）
- Pimpernel and Rosemary （1924年）
- Sir Percy Hits Back （1927年）
- The Way of the Scarlet Pimpernel （1933年）
- Sir Percy Leads the Band （1936年）
- Mam'zelle Guillotine （1940年）

### 短編集
- The Case of Miss Elliot （1905年）
「隅の老人」の第1探偵譚集。内容的には次の短編集の後のものであるが、先に出版されている（英国版のみ）。
- The Old Man in thr Corner （1909年）
「隅の老人」の第2探偵譚集。出版は後であるが、内容および雑誌掲載はこちらの方が先である。
- Unravelled Knots （1925年）
「隅の老人」の第3探偵譚集。
- Lady Molly of Scotland Yard （1910年）
  - レディ・モリーの事件簿（論創社 論創海外ミステリ45） 上掲書の全訳書
    - ナインスコアの謎
    - フルーウィンの細密画
    - アイリッシュ・ツイードのコート
    - フォードウィッチ館の秘密
    - とある日の過ち
    - ブルターニュの城
    - クリスマスの惨劇
    - 砂嚢
    - インバネスの男
    - 大きな帽子の女
    - サー・ジェレマイアの遺言書
    - 終幕
- The Man in Gray （1918年）
  - 『灰色の男』浅野玄府訳（博文館『探偵傑作叢書』絶版）、『闇を縫う男』浅野玄府訳（改造社『世界大衆文学全集』絶版）上掲書の訳。一部節略がある。
- （以下は日本独自の編纂によるもの）
  - 『隅の老人の事件簿』深町真理子訳（東京創元社〈創元推理文庫〉）
「隅の老人」譚を選んで訳したもの。
  - 『隅の老人』山田辰夫・山本俊子訳（早川書房〈ハヤカワ・ミステリ文庫〉）
「隅の老人」譚を選んで訳したもの。上記創元推理文庫版と一部異なる作品が訳されている。
  - 『隅の老人』完全版 平山雄一訳 作品社（限定出版）
「隅の老人」譚全作品を訳したもの。第1、第2短編集に収録されている作品は短編集に拠らずに、初出の雑誌により訳出された（両者の差異があるため）。また上記英語版短編集に未収録の短編も収録訳出している。

## 注
1. ↑  本名の片仮名表記は、権田萬治監修『海外ミステリー事典』（2000年、新潮社）のオルツィの項目（執筆者：仁賀克雄）より。
2. ↑  オルツィがイギリスに移った時期を、ハワード・ヘイクラフト『二十世紀著述家事典』などでは15歳の時としているが、ヒュー・グリーン『シャーロック・ホームズのライヴァルたち」では8歳の時としている。